# Vents alisis

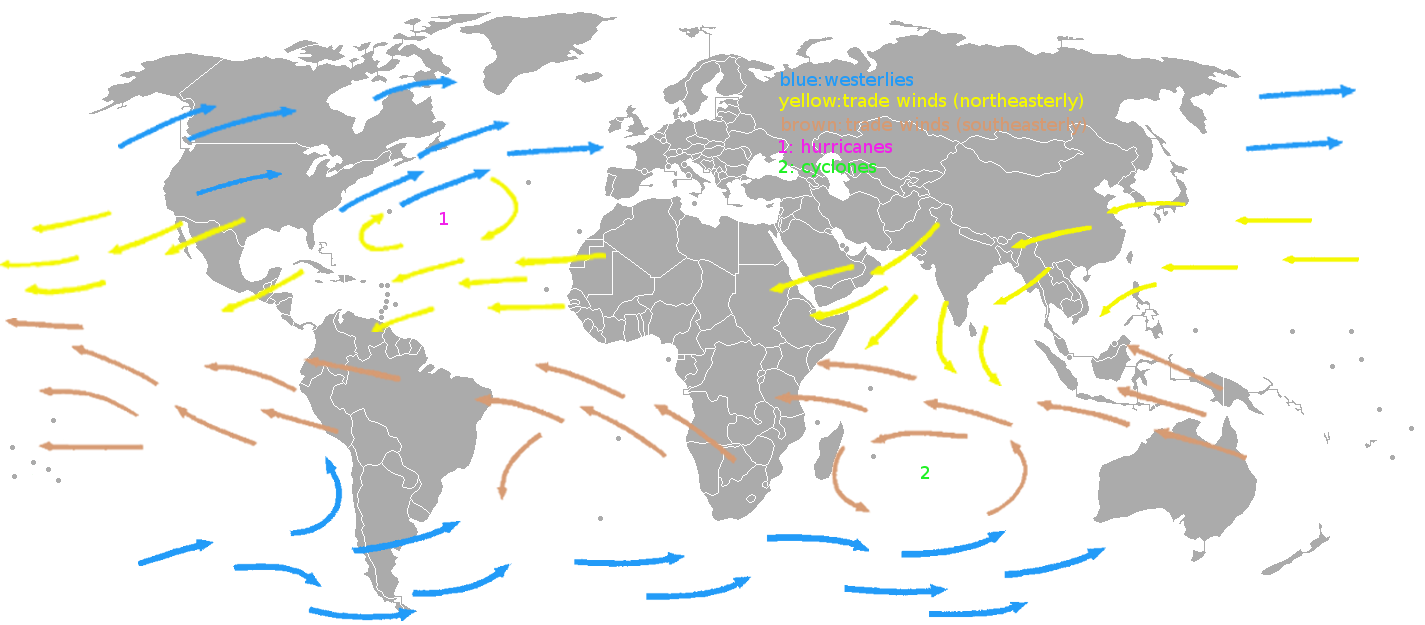
Mapamundi dels vents. En color groc els alisis del nord i en color marró els alisis del sud.

Els vents alisis són els vents imperants permanents d’est a oest que flueixen a la regió equatorial de la Terra. Provenen de les latituds subtropicals, bufen en direcció a l'Equador i són desviats cap a l'oest per l'efecte de la rotació terrestre. Els vents alisis bufen de manera relativament constant a l'estiu i menys a l'hivern. Circulen entre els tròpics, des dels 30-35º de latitud cap a l'Equador. Es dirigeixen des de les altes pressions subtropicals, cap a les baixes pressions equatorials. El moviment de rotació de la Terra desvia els alisis cap a l'oest i, per això, bufen del nord-est al sud a l'hemisferi nord i del sud-est cap al nord-oest en l'hemisferi sud.
Les èpoques en què els alisis bufaven amb menor intensitat van constituir un perill per als primers viatges amb veler que es dirigien cap al continent americà, atès que es formaven períodes de calma del vent que impedien d'avançar els vaixells.
A l'Equador es produeix un ascens massiu d'aire calent, originant una zona de baixes pressions que ve a ser ocupada per una altra massa d'aire que proporcionen els alisis. Les masses d'aire calent pugen, es van refredant progressivament i es dirigeixen en sentit contrari als Alisis, cap a les latituds subtropicals, d'on procedeixen aquests. Els vents alisis formen part de la circulació de Hadley que transporta la calor des de les zones equatorials fins a les subtropicals reemplaçant l'aire calent per aire més fred de les latituds superiors. La rotació terrestre produeix aquests vents en modificar els corrents meridionals de transport de calor.

## Història

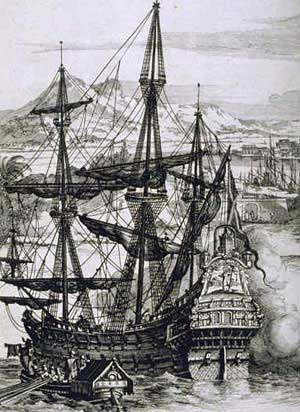
Un galeó espanyol

El terme deriva originalment del sentit del comerç de principis del segle xiv (a finals de l'anglès mitjà) que encara significava sovint "camí" o "pista". Els portuguesos van reconèixer la importància dels vents alisis (d'aquí la maniobra de navegacióVolta do mar) en la navegació tant al nord com al sud de l'Oceà Atlàntic ja al segle XV. Des de l’Àfrica occidental, els portuguesos havien de navegar lluny de l’Àfrica continental, és a dir, cap a l’oest i el nord-oest. A continuació, podrien girar cap al nord-est, cap a la zona al voltant de les illes Açores i, finalment, cap a l'est cap a Europa continental. També van aprendre que, per arribar a Sud-àfrica, havien d’allunyar-se oceà endins, dirigir-se al Brasil i cap als 30° S tornar cap a l'est (degut al fet que seguir la costa africana cap al sud significa navegar contra el vent a l’hemisferi sud). A l'oceà Pacífic, la circulació del vent completa, que incloïa tant els vents alisis com els vents de l'oest de latitud superior, era desconeguda pels europeus fins al viatge d'Andrés de Urdaneta el 1565.

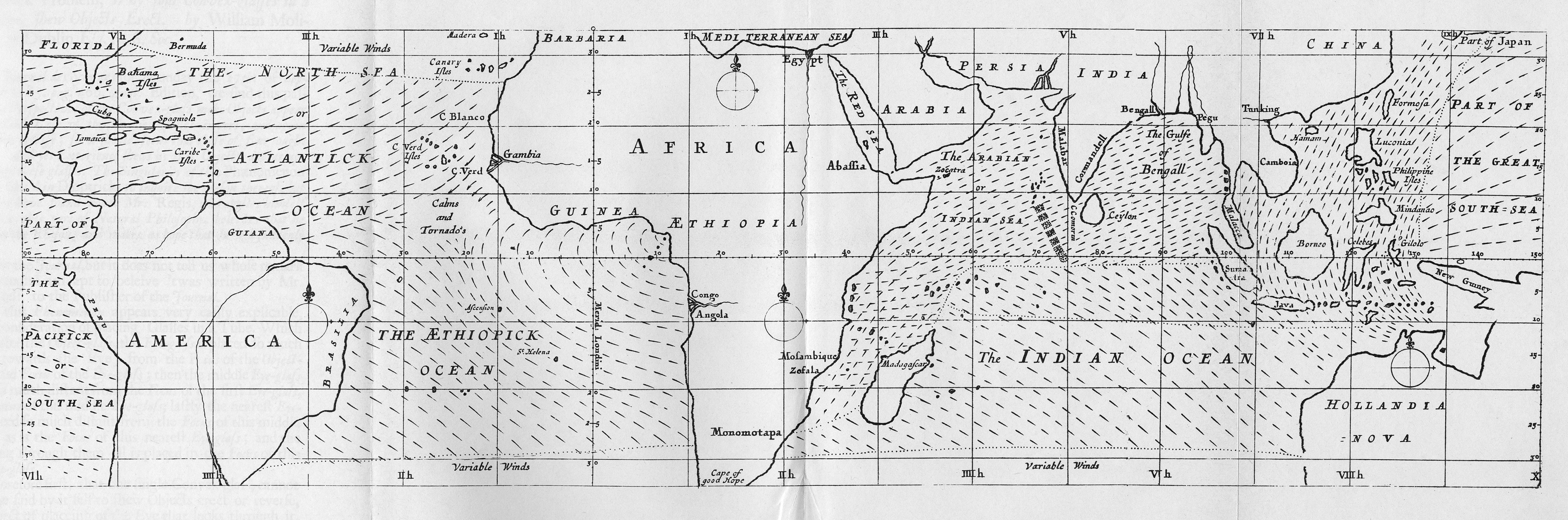
Mapa dels vents alisis d'Edmond Halley (1686)

El capità d’un veler busca un rumb al llarg del qual es pot esperar que bufin els vents en la direcció del viatge. Durant l'era de la navegació a vela, el patró de vents dominants va fer que diversos punts del món fossin fàcils o difícils d'accedir, així que va tenir un efecte directe sobre la construcció de l'imperi europeu i, per tant, sobre la geografia política moderna. Per exemple, el galions de Manila no podien navegar contra el vent. 
Al segle xviii, la importància dels vents alisis per a la flota mercant d’Anglaterra per creuar l’oceà Atlàntic havia portat tant el públic en general com els etimòlegs a identificar el nom amb el comerç (en anglès els anomenen trade winds, literalment "vents del comerç"). Entre 1847 i 1849, Matthew Fontaine Maury va recopilar prou informació per crear mapes de vents i corrents per als oceans del món.

## Causa

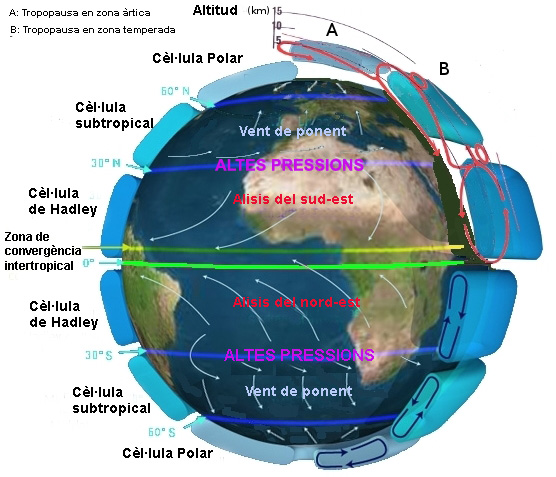
Circulació general en l'atmosfera terrestre. La cèl·lula de Hadley subtropical, la cèl·lula de Ferrel i la cèl·lula polar.

Com a part de la cèl·lula de Hadley, l'aire superficial flueix cap a l'equador mentre que el flux a l'altura es dirigeix cap als pols. Una àrea de baixa pressió de vents lleugers i tranquils i propers a l'equador es coneix com front intertropical o zona de convergència intertropical. Quan es troba dins d'una regió monsònica, aquesta zona de baixa pressió i convergència del vent també es coneix com abeurador monsònic. Al voltant dels 30° en ambdós hemisferis, l'aire comença a baixar cap a la superfície en cinturons subtropicals d'alta pressió coneguts com cresta subtropical o latituds del cavall. L’aire subsident (que s’enfonsa) és relativament sec perquè a mesura que baixa, la temperatura augmenta, però el contingut d’humitat es manté constant, cosa que fa disminuir la humitat relativa de la massa d’aire. Aquest aire calent i sec es coneix com una massa d’aire superior i normalment es troba per sobre d’una massa d’aire tropical marítima (càlida i humida). Un augment de la temperatura amb l’alçada es coneix com a inversió tèrmica. Quan es produeix dins d’un règim de vents alisis, es coneix com a inversió de vents alisis.
L'aire superficial que flueix des d'aquests cinturons subtropicals d'alta pressió cap a l'equador es desvia cap a l'oest en ambdós hemisferis per l'efecte Coriolis. Aquests vents bufen principalment del nord-est a l'hemisferi nord i del sud-est a l'hemisferi sud. Com que els vents reben el nom de la direcció des de la qual bufa el vent, s’anomenen vents alisis del nord-est a l’hemisferi nord i alisis del sud-est a l’hemisferi sud. Els vents alisis de tots dos hemisferis es reuneixen a la cresta subtropical.
Mentre bufen per regions tropicals, les masses d’aire s’escalfen a latituds més baixes a causa dels rajos solars més directes.
Els que es desenvolupen sobre la terra (continentals) són més secs i càlids que els que es desenvolupen sobre els oceans (marítims) i viatgen cap al nord per la perifèria occidental de la dorsal subtropical. Tots els oceans tropicals, excepte el nord de l'oceà Índic, tenen extenses àrees de vents alisis.

## Efectes meteorològics
Els vents alisis són a l’inici vents secs, ja que resulten de la baixada d’aire sec d’altitud, tot i que cal distingir entre
Els vents alisis continentals
Travessen terres emergides i freqüentment àrides; quan bufen sobre regions desèrtiques o semidesèrtiques, aquests vents mantenen l'aridesa d'aquestes regions.
Els vents alisis oceànics
Bufen durant molt de temps sobre superfícies d'aigua a alta temperatura i, per tant, poden recarregar-se amb aigua. Aquests vents recullen l'aigua que s'evapora de la superfície de la mar i, per tant, tenen un paper fonamental en l'elevació de l'aire equatorial a altures molt elevades per convecció humida després d'haver arribat a la zona de convergència intertropical.
Els núvols que es formen per sobre de les regions dins dels règims de vents alisis estan compostos típicament de cúmuls que no s’estenen més de 4 quilòmetres d’alçada, i la inversió del vent alisis els limita a ser més alts. Els vents alisis s'originen més a partir de la direcció dels pols (nord-est a l'hemisferi nord, sud-est a l'hemisferi sud) durant l'estació freda, i són més forts a l'hivern que a l'estiu. Com a exemple, la temporada de vent a les Guaianes, que es troba a latituds baixes a Amèrica del Sud, es produeix entre gener i abril. Quan la fase de l'oscil·lació àrtica (AO) és càlida, els vents alisis són més forts als tròpics. La fase freda de l'AO condueix a vents alisis més febles. Quan els vents alisis són més febles, les zones de pluja més extenses se situen sobre les masses terrestres dels tròpics, com Amèrica Central.
Durant mitjans d’estiu a l’hemisferi nord (juliol), els vents alisis que es mouen cap a l’oest al sud de la cresta subtropical que es mou cap al nord s’expandeixen cap al nord-oest des del mar Carib fins al sud-est d’Amèrica del Nord (Florida i costa del Golf). Quan la pols del Sàhara que es mou al voltant de la perifèria sud de la cresta travessa la terra, les precipitacions es suprimeixen i el cel canvia d’un aspecte blau a un blanc que provoca un augment de les postes de sol vermelles. La seva presència afecta negativament la qualitat de l'aire afegint-se al recompte de partícules transmeses per l'aire. Tot i que el sud-est dels EUA té un dels aires més nets d'Amèrica del Nord, gran part de la pols africana que arriba als Estats Units afecta Florida. Des del 1970, els brots de pols han empitjorat a causa dels períodes de sequera a l’Àfrica. Hi ha una gran variabilitat en el transport de pols al Carib i Florida d’un any a un altre. Els esdeveniments de pols s'han relacionat amb una disminució de la salut dels esculls de corall a tot el Carib i Florida, principalment des dels anys setanta.
Cada any, milions de tones de pols sahariana rica en nutrients creuen l'Oceà Atlàntic, portant fòsfor vital i altres fertilitzants als sòls amazònics esgotats.